# Mordellistena nigriventris nigriventris
Mordellistena nigriventris nigriventris es una subespecie de coleóptero de la familia Mordellidae.

## Distribución geográfica
Habita en Madagascar.